# 肖恩·坎普
尚恩·崔維斯·坎普（英語：Shawn Travis Kemp，1969年11月26日—），出生於美国印第安纳州埃爾克哈特，暱稱雨人（Reign Man，本意是 「統治者」，Reign 與 Rain 同音，加上西雅圖下雨天數多）。前美國職業篮球運動員，為野獸派球風的代表人物。
坎普於1989年NBA选秀大會中第一轮第十七顺位被西雅图超音速选中。职业生涯先後效力於西雅图超音速、克利夫兰骑士、波特兰拓荒者以及奥兰多魔术。1993年至1997年入选NBA全明星賽。2003年對外宣布退役。

## 早年生涯
坎普高中時就讀於印第安纳州埃爾克哈特的康科特高中。高四時，坎普勝任校隊的先發球員，被認為是全年前四名或五名球員之一，並帶領校隊晉級州冠軍決賽。坎普結束了高中生涯後，成為了埃爾克哈特的得分王和康科德職業生涯單場和單賽季得分紀錄的擁有者。儘管他的成就和讚譽，肯普被繞過印第安納籃球先生的稱號; 伍迪奧斯汀當年獲獎。有人猜測肯普故意被轉交給肯塔基大學，因為他口頭上承諾肯塔基大學並沒有表示有興趣留在州打大學球（奧斯汀承諾普渡大學）。肯普被選入1988年麥當勞高中全美隊（被認為是其中一名有史以來最好的一流球隊），以及莫寧，比利歐文斯，托德日，李·梅伯里，克里斯·米爾斯，安東尼·皮勒和斯坦利·羅伯茨等著名球員。肯普以失敗的原因為西部隊拿下了全隊最高的18分。最終得分是105-99，贊成東部。
在康科特高中的最後一年，坎普與肯塔基大學簽署了一份意願書。然而在加入肯塔基大學不久後，坎普被爆出偷了隊友西恩·薩頓的兩條金項鍊，而西恩正是球隊總教練艾迪·薩頓的兒子。1988年11月，西恩·薩頓表示並不會對坎普要求任何賠償，但坎普最終還是離開了校隊，加入了德克薩斯州的三一河谷社區學院。一個學期後，坎普打消了回頭念大學打NCAA的想法，靠著在專科學校的表現便宣布參加1989年NBA選秀。

## 職業生涯

### 西雅圖超音速（1989-1997）
1989年，坎普直接以高中生的身份参加选秀，在1989年NBA選秀上，许多球队担心他不够成熟而不願選他，最终西雅图超音速在第一轮第十七顺位选中了坎普。在西雅圖的第一個賽季，坎普受到隊友澤維爾 - 麥克丹尼爾的重視。隨著賽季的進行，坎普的技術也推動了他的表演。坎普開始在超音速隊的第二個賽季中成為NBA的明星。與加里·佩頓，埃迪·約翰遜，里奇·皮爾斯和麥克米蘭一起，他們成為一個非常成功的球隊。
在坎普的第二個賽季之後，他在超音速播音員凱文·卡拉布羅（Kevin Calabro）看到一張名字的海報，並認為適合添加他的電台廣播後，拿起了“Reign Man”的綽號。
坎普效力於美國國家隊在1994年世界籃球錦標賽在多倫多，贏得金牌。他也出現在MTV的Rock N'Jock年度名人籃球賽中。
坎普的職業生涯在1995-96賽季達到了頂峰，當時他和佩頓率領超音速取得了64勝以及自1979年以來首次打入總決賽。他們面對的是邁克爾·喬丹和芝加哥公牛隊，他們以72勝的成績奪得冠軍。超音速將重頭戲的公牛推到了六場比賽之後。在決賽中，坎普場均得到23.3分，投籃命中率55％，10.0籃板和2蓋帽。
90年代中期球員的薪資逐漸暴漲，而此時坎普認為隊友吉姆·麥克伊文不如自己卻取得高薪合約而感到不滿，因麥克伊文的合約對於當時合約只有330萬的坎普來說令他難以接受，因此他不斷向超音速管理層放話要求球團給自己頂薪。否則將不參加季前的球隊訓練營。之後坎普經常練球遲到、錯過班機，甚至賽前還在酒吧酗酒，以表達他的不滿，導致雙方關係立即產生磨擦。於是在舊合約走完後，坎普決定与超音速和多年隊友蓋瑞·裴頓分道扬镳。超音速為了盡速將坎普脫手而與克里夫蘭騎士和密爾瓦基公鹿進行三方交易，騎士的先發泰瑞爾·布蘭登、蒂龍·希爾被送至公鹿；公鹿前鋒維恩·貝克轉戰超音速、控衛謝爾曼·道格拉斯被送到騎士。而坎普則如願以償地離開超音速，轉往東區的騎士征戰，並得到夢寐以求的七年1.07億美元肥約。

### 克里夫蘭騎士（1997-2000）
坎普在騎士隊效力了三個賽季，此時期的他有著體重過重的問題，體能遠遠不及超音速時期。在1998–99賽季因勞資糾紛而進行封館期間，坎普已經重達280磅，儘管體重回不去，坎普仍然於該季取得職業生涯最高的場均20.5分和9.2個籃板，並入選了全明星賽，成為騎士隊史上第一個全明星先發球員。該年坎普帶領騎士隊打進了季后賽。在季後賽首輪的系列賽中，騎士對上了雷吉·米勒率領的印第安納步行者，騎士在與溜馬血戰了四場比賽後遭到淘汰，坎普場均攻下26分和13個籃板。

### 波特蘭拓荒者（2000-2002）
1999–00賽季之後，坎普被騎士交易到波特蘭拓荒者。這筆交易讓坎普與和超音速前總管鮑伯·懷澤特重聚，鮑伯是最初把坎普帶到西雅圖的人。然而他的表現開始一年不如一年。此时的坎普已經胖得連篮筐都摸不到，籃球生涯的最後幾年因懶惰、吸食可卡因和酗酒導致坎普逐渐墮落，最後被送往戒毒中心，缺席了接下來的所有比賽。
在拓荒者待了兩個賽季後，坎普於2002–03賽季開始之前遭到拓荒者釋出。

### 奧蘭多魔術（2002-2003）
遭拓荒者釋出後的坎普以自由球員身分與奧蘭多魔術簽約。儘管已无法回到巅峰状态，坎普仍以场均6.8分5.7篮板協助特雷西·麦格雷迪帶領魔術隊殺進季後賽。在季後賽首輪系列賽中，魔術隊以3-1領先底特律活塞，然而雙方大戰七場比賽後，魔術隊3-4敗給活塞。在賽季結束之後，坎普被自由球員朱万·霍华德取代，於是只好选择退休。

### 嘗試復出
在2005-06賽季的四月，坎普的NBA復出機會看起來很有希望。[15]最終西部聯盟冠軍達拉斯小牛考慮加入肯普他們的名單及時的NBA季后賽。小牛的教練和前Sonic的隊友Avery Johnson計劃在休斯敦舉行個人訓練，Kemp 在那裡訓練了幾個月。但是，肯普因未公開的原因未能出場。雙方試圖重新安排訓練，但NBA拒絕給達拉斯一個傷病例外（對第16名球員）。最終坎普沒有第二次參加那個賽季的小牛。[16]
2006年6月，丹佛郵報報導說，在被捕的三個月後，坎普已經將體重大幅減輕，並決定重返聯盟，外界猜測坎普可能會加入丹佛掘金繼續自己的職業生涯。但是金塊隊最後把注意力從坎普轉移到了雷吉·埃文斯身上。2006年9月，芝加哥公牛表達了對坎普的興趣，但是坎普最後錯過了球隊試訓。
在2006年11月5日，西雅圖超音速在中場休息時間宣布坎普、雷·艾倫、史賓瑟·海伍德、達勒·艾利斯、弗萊德·布朗、丹尼斯·強森、拉沙德·路易斯、澤維爾·麥克丹尼爾、内特·麦克米兰、加里·佩顿、萨姆·帕金斯、德特夫·史倫夫、傑克·希克馬、史瑞克·沃茨、藍尼·威肯斯和盖斯·威廉姆斯等十六人入選為西雅圖超音速40週年紀念隊。在受到所有球迷鼓掌之後，坎普表示他正在考慮重返聯盟。然而在2006–07賽季，坎普並沒有在NBA球員名單上獲得一席之地。

### 義大利聯賽
2008年8月18日，坎普與義大利籃球甲級聯賽的蒙泰格拉納羅籃球俱樂部簽訂了為期一年的合約，雖然坎普已經39歲，但是狀態非常好，且體重已經恢復為正常值。坎普在義大利參與了九天的訓練，但是在代表球隊參加了三場熱身賽後，由於颶風艾克肆虐美國德州的關係，坎普立即返回休士頓家中瞭解受災狀況，之後便沒有再回到義大利，並於球隊官網發佈了一封致歉信。

## NBA數據統計

### NBA常规賽數據統計
| 賽季    | 球隊         | 出賽 | 先發 | 平均上場時間(分鐘) | 投籃命中率(%) | 三分球命中率(%) | 罰球命中率(%) | 平均籃板 | 平均助攻 | 平均抄截 | 平均阻攻 | 平均得分 |
| ------- | ------------ | ---- | ---- | ------------------ | ------------- | --------------- | ------------- | -------- | -------- | -------- | -------- | -------- |
| 1989–90 | 西雅图超音速 | 81   | 1    | 13.8               | 47.9          | 16.7            | 73.6          | 4.3      | 0.3      | 0.6      | 0.9      | 6.5      |
| 1990–91 | 西雅图超音速 | 81   | 66   | 30.1               | 50.8          | 16.7            | 66.1          | 8.4      | 1.8      | 1.0      | 1.5      | 15.0     |
| 1991–92 | 西雅图超音速 | 64   | 23   | 28.3               | 50.4          | 0.0             | 74.8          | 10.4     | 1.3      | 1.1      | 1.9      | 15.5     |
| 1992–93 | 西雅图超音速 | 78   | 68   | 33.1               | 49.2          | 0.0             | 71.2          | 10.7     | 2.0      | 1.5      | 1.9      | 17.8     |
| 1993–94 | 西雅图超音速 | 79   | 73   | 32.9               | 53.8          | 25.0            | 74.1          | 10.8     | 2.6      | 1.8      | 2.1      | 18.1     |
| 1994–95 | 西雅图超音速 | 82   | 79   | 32.7               | 54.7          | 28.6            | 74.9          | 10.9     | 1.8      | 1.2      | 1.5      | 18.7     |
| 1995–96 | 西雅图超音速 | 79   | 76   | 33.3               | 56.1          | 41.7            | 74.2          | 11.4     | 2.2      | 1.2      | 1.6      | 19.6     |
| 1996–97 | 西雅图超音速 | 81   | 75   | 34.0               | 51.0          | 36.4            | 74.2          | 10.0     | 1.9      | 1.5      | 1.0      | 18.7     |
| 1997–98 | 克里夫兰骑士 | 80   | 80   | 34.6               | 44.5          | 25.0            | 72.7          | 9.3      | 2.5      | 1.4      | 1.1      | 20.1     |
| 1998–99 | 克里夫兰骑士 | 42   | 42   | 35.1               | 48.2          | 50.0            | 78.9          | 9.2      | 2.4      | 1.1      | 1.1      | 20.5     |
| 1999–00 | 克里夫兰骑士 | 82   | 82   | 30.4               | 41.7          | 33.3            | 77.6          | 8.8      | 1.7      | 1.2      | 1.2      | 17.8     |
| 2000–01 | 波特兰开拓者 | 68   | 3    | 15.9               | 40.7          | 36.4            | 77.1          | 3.8      | 1.0      | 0.7      | 0.3      | 10.5     |
| 2001–02 | 波特兰开拓者 | 75   | 5    | 16.4               | 43.0          | 0.0             | 79.4          | 3.8      | 0.7      | 0.6      | 0.4      | 8.1      |
| 2002–03 | 奥兰多魔术   | 79   | 55   | 20.7               | 41.8          | 0.0             | 74.2          | 5.7      | 0.7      | 0.8      | 0.4      | 6.8      |
| 生涯    |              | 1051 | 727  | 27.9               | 48.8          | 27.7            | 74.1          | 8.4      | 1.6      | 1.1      | 1.2      | 14.6     |

### NBA季後賽數據統計
| 季後賽  | 球隊         | 出賽 | 先發 | 平均上場時間(分鐘) | 投籃命中率(%) | 三分球命中率(%) | 罰球命中率(%) | 平均籃板 | 平均助攻 | 平均抄截 | 平均阻攻 | 平均得分 |
| ------- | ------------ | ---- | ---- | ------------------ | ------------- | --------------- | ------------- | -------- | -------- | -------- | -------- | -------- |
| 1990–91 | 西雅图超音速 | 5    | 5    | 29.8               | 38.6          | 0.0             | 81.5          | 7.2      | 1.2      | 0.6      | 0.8      | 13.2     |
| 1991–92 | 西雅图超音速 | 9    | 9    | 30.1               | 47.5          | …               | 76.3          | 12.2     | 0.4      | 0.6      | 1.6      | 17.4     |
| 1992–93 | 西雅图超音速 | 19   | 19   | 34.9               | 51.2          | …               | 80.9          | 10.0     | 2.6      | 1.5      | 2.1      | 16.5     |
| 1993–94 | 西雅图超音速 | 5    | 5    | 41.2               | 37.1          | …               | 66.7          | 9.8      | 3.4      | 2.0      | 2.4      | 14.8     |
| 1994–95 | 西雅图超音速 | 4    | 4    | 40.0               | 57.9          | 100.0           | 82.1          | 12.0     | 2.8      | 2.0      | 1.8      | 24.8     |
| 1995–96 | 西雅图超音速 | 20   | 20   | 36.0               | 57.0          | 0.0             | 79.5          | 10.4     | 1.5      | 1.2      | 2.0      | 20.9     |
| 1996–97 | 西雅图超音速 | 12   | 12   | 36.8               | 48.6          | 20.0            | 82.9          | 12.3     | 3.0      | 1.2      | 1.3      | 21.6     |
| 1997–98 | 克里夫兰骑士 | 4    | 4    | 38.0               | 46.5          | …               | 84.4          | 10.3     | 2.0      | 1.3      | 1.0      | 26.0     |
| 2001–02 | 波特兰开拓者 | 3    | 0    | 11.7               | 28.6          | …               | 70.0          | 2.7      | 0.0      | 0.3      | 0.0      | 3.7      |
| 2002–03 | 奥兰多魔术   | 7    | 0    | 10.3               | 38.1          | …               | 83.3          | 2.1      | 0.0      | 0.0      | 0.0      | 3.0      |
| 生涯    |              | 88   | 78   | 33.4               | 49.8          | 20.0            | 79.7          | 9.7      | 1.8      | 1.1      | 1.6      | 17.3     |

## 個人生活

### 私生子
坎普的私生活相當糜爛。他風流成性，在28歲的時候和6個女人生了7個孩子，到了2008年私生子的數量達到11個，由於贍養費數額龐大，坎普剛退休就宣佈破產。目前坎普的長子小尚恩·坎普就讀於華盛頓大學。正在就讀中學的賈邁爾·坎普目前也是籃球校隊成員。

### 毒品問題
2005年4月4日，坎普在華盛頓州岸線市被當地警察逮捕。據調查，警方在坎普身上搜到少量的可卡因、約60克的大麻和一把半自動手槍。4月29日，坎普正式被指控攜帶毒品，並認罪。2006年7月21日，坎普在德克薩斯州的休士頓再度因為攜帶大麻而遭逮捕。

## 另見
- NBA總籃板榜
- NBA總封阻榜
- NBA總失誤榜（英语：List of National Basketball Association career turnovers leaders）
- NBA單場阻攻榜（英语：List of National Basketball Association players with most blocks in a game）